# 飯沼金太郎
飯沼 金太郎（いいぬま きんたろう、1897年（明治30年）7月22日 - 1964年（昭和39年）6月10日）は、日本の航空黎明期のパイロット。「亜細亜航空学校」を創立した。

## 来歴
千葉県印旛郡佐倉町（現在の佐倉市）中尾余町に生まれる。
1915年（大正4年）に千葉県立佐倉中学校（現在の千葉県立佐倉高等学校）を卒業後、工兵中尉の澤田秀の書生を務める。
1917年（大正6年）12月、帝国飛行協会の第3期飛行機操縦練習生となる。1918年（大正7年）5月10日、東京奠都50年祝賀飛行に参加した。 同年11月16日には帝国飛行協会研究生に進級する。 
1919年（大正8年）9月から翌年4月にかけ、群馬県尾島飛行場に出張し、中島知久平の知遇を得る。1920年（大正9年）4月21日、東京・大阪間無着陸周回飛行に参加するも、丹沢に墜落する。 
1929年（昭和4年）年11月、東京府豊多摩郡杉並町馬橋（現・東京都杉並区）に、飯沼金太郎商店を開業した。 1932年（昭和7年）1月頃には、事業を拡大して、亜細亜航空機研究所を開設する。 さらに1933年（昭和8年）4月21日、亜細亜航空学校及び亜細亜航空機関学校を創設した。航空学校は拡張を続けたが、1939年（昭和14年）10月10日に国策により廃止となり、1940年（昭和15年）5月6日に帝国飛行協会に寄附の形で引き継ぎがれた。この間、金太郎は1940年3月30日に「民間航空功労者」として表彰を受けた。 
1964年（昭和39年）6月10日、国立がんセンターで死去。享年68（満66歳没）。墓所は妙経寺。

## 亜細亜航空学校について
1933年に創設された亜細亜航空学校には、1939年の廃止まで以下のようなトピックがあった。
- 1934年（昭和9年）11月 - 出身者の松本キク、馬淵テフ子が東京・新京間の親善飛行に成功。
- 1935年（昭和10年）9月 - 航空学校をロケ地として、映画『日本娘』が制作開始。

1935年12月には東京市板橋区石神井関町に、航空機関学校の新校舎が竣工する。 さらに1936年（昭和11年）7月、中島飛行機水上試験場内に、航空学校水上部を開設した。1938年（昭和13年）4月、航空学校は第5号埋立地から第7号埋立地に移転した。